# Michael Rekling
Michael Rekling (født d. 18. februar 1958) er en dansk højesteretsdommer.
Rekling blev født i Gladsaxe som søn af forfatter og journalist Jane Aamund og direktør Søren Rekling. Han blev student i 1976 og cand.jur. i 1981. Direkte efter studiet fik han ansættelse som fuldmægtig i Justitsministeriet. Han arbejdede som dommerfuldmægtig ved Retten i Tønder mellem 1984 og 1985, samtidig med sit arbejde i ministeriet. I 1986 blev han uddannet som advokat, hvorefter han fik møderet for Højesteret i 1994.
Rekling blev udnævnt som Højesteretsdommer i 2007. I dag fungerer han sideløbende som formand for præsidiet for Voldgiftsnævnet for bygge- og anlægsvirksomhed samt medlem af bestyrelsen for Det Danske Selskab for Byggeret.
Han er bror til neurofysiolog Jens Christian Rekling.